# Zechin
Zechin ist eine Gemeinde im Landkreis Märkisch-Oderland in Brandenburg. Sie gehört zum Amt Golzow.

## Gemeindegliederung
Für die Gemeinde sind die Ortsteile Buschdorf, Friedrichsaue und Zechin ausgewiesen. Bewohnte Gemeindeteile sind Baiersberg, Gerickensberg, Lehmannshöfel und Zechiner Loose. Hinzu kommen die Wohnplätze Eckel, Eichenhof, Loosa und Siedlung.

## Geschichte
Bei Grabungsarbeiten am 2,5 km entfernten Garnischberg fanden Archäologen Überreste, die in die Steinzeit datiert werden konnten. Weitere Ausgrabungen führten zu dem Nachweis, dass die Region zur Zeit der Slawen ebenfalls schon besiedelt war. 1313 wurde die Gemeinde als Zechyn erstmals urkundlich erwähnt, als Markgraf Waldemar das Dorf mit dem Bistum Lebus vereinte. Um 1400 sind in Zechin 14 Häuser überliefert, deren Einwohner zunächst der Fischerei nachgingen und nach dem Trockenlegen der umliegenden Felder auch Ackerbau und Viehzucht betrieben. 1624 erschien erstmals die Schreibweise Zechin. Friedrichsaue wurde hingegen 1723 als Vorwerk von König Friedrich Wilhelm I. gegründet. 1737 lebten in Zechin annähernd 400 Einwohner. Es bestand eine Mühle, eine Schmiede, eine Leineweberei und eine Stellmacherei. Darüber hinaus arbeiteten im Ort drei Hirten. In den Jahren 1764 bis 1766 entstanden im Hohen Busch drei Spinnerdörfer: Baiersberg, Gerickensberg und Lehmannshöfel. Sie sollten die Wollmanufakturen in Berlin mit gesponnener Wolle versorgen.

### 19. Jahrhundert
Die drei Ortsteile entwickelten sich unterschiedlich; so wird Zechin um 1860 bereits ein „stadtähnlicher Charakter“ attestiert. In der Nacht vom 29. auf den 30. Oktober 1769 kam es zu einem Brand, bei dem der Großteil der Gebäude zerstört wurde. Diese Brände führten zu einer königlichen Order, dass künftig einzelne Straßenzüge nur noch einen zentralen Backofen nutzen durften. Aus dem Jahr 1780 ist erstmals die Existenz einer Schule überliefert. 1785 wurde Zechin – wie auch andere Dörfer – durch die Oder überschwemmt. Um 1800 war Zechin die Filialkirche, während die Pfarrkirche in Golzow stand. Ab 1815 bauten die Landwirte vermehrt Ölfrüchte und Zuckerrüben an. Die Einwohnerzahl stieg an, damit auch die der Kinder. 1826 eröffnete daher ein neues Schulgebäude mit drei Klassenzimmern neben der Kirche. Durch den steigenden Absatz der landwirtschaftlichen Produkte kam es zu einem Aufschwung im Ort. 1831 gab es vier Bäcker, vier Fleischer, sechs Schuhmacher, neun Schneider, sieben Tischler und vier Schmiede. Weiterhin sind drei Mühlen und fünf Webstühle überliefert sowie neun Geschäfte, ein Gasthof und zwei Krüge. 1838 brannte die Fachwerkkirche ab und wurde 1840 durch einen Neubau ersetzt. 1851 errichtete ein Industrieller in Friedrichsaue eine Zuckerfabrik, 1861 kam ein zweites Schulgebäude in Zechin hinzu. 1866 starben rund 100 Menschen bei einer Cholera-Epidemie. Dennoch wurden 1895 bereits 1680 Einwohner gezählt.

### Seit 1900

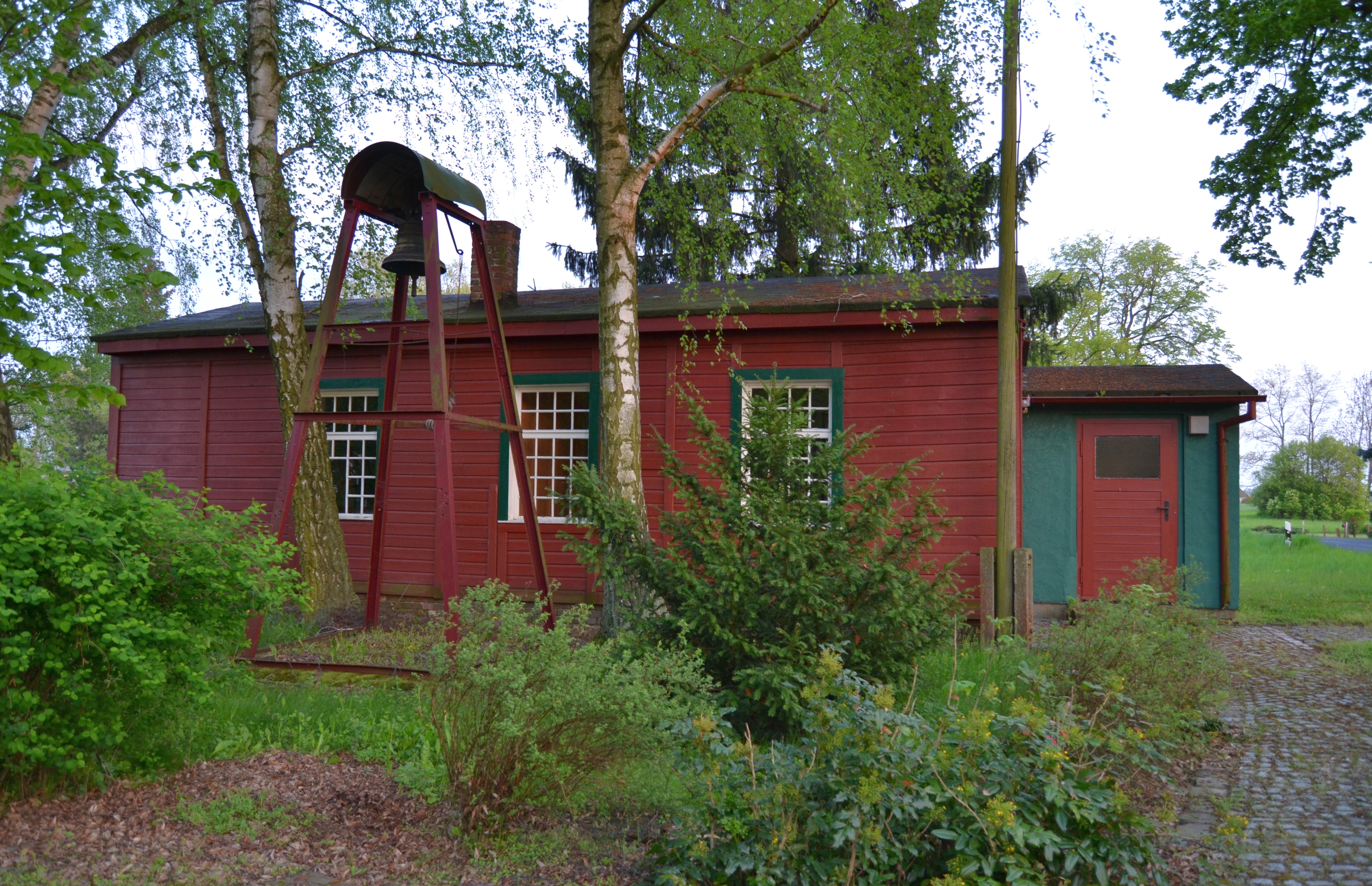
Behelfskirche in Buschdorf

1926 schlossen sich die drei Spinnerdorfer zu Buschdorf zusammen. Alle drei Ortsteile wurde im Zweiten Weltkrieg zerstört. Die Kirche in Buschdorf wurde dabei – wie viele andere Sakralbauten der Region – von deutschen Truppen gesprengt, um der vorrückenden Roten Armee die Orientierung zu erschweren. Nach dem Ende der Kampfhandlungen begann der Wiederaufbau, der durch ein Hochwasser im Frühjahr 1947 behindert wurde. An Stelle eines massiven Sakralbaus errichteten die Einwohner eine Behelfskirche. In der Deutschen Demokratischen Republik erhielten die Ortsteile insbesondere durch die Bodenreform in Deutschland einen eher ländlichen Charakter. 1953 gründete sich die Landwirtschaftliche Produktionsgenossenschaft Vorwärts zum Sozialismus. Es entstanden unter anderem ein Kindergarten, eine Schule, sowie 1962 in Zechin ein Freibad.
Seit der Wende und friedlichen Revolution in der DDR erfolgt eine behutsame touristische Entwicklung. So kam 1994 zum Freibad ein Campingplatz hinzu, der am Radweg der Oderbruchbahn liegt. Buschdorf und Friedrichsaue wurden am 31. Dezember 1997 eingemeindet. Während in vielen Orten in den Neuen Bundesländer seit 1990 die Namen von DDR-Politikern und Kommunisten vielfach aus Straßennamen entfernt wurden, hat die Gemeinde Zechin im August 2007 einen Seitenweg der Hauptstraße in Wilhelm-Pieck-Straße umbenannt (nach dem ersten DDR-Präsidenten Wilhelm Pieck). Pieck hatte als junger Tischlergeselle in einer damals in der Straße befindlichen Tischlerei, die heute eine Gedenkstätte ist, gearbeitet.

### Verwaltungsgeschichte
Zechin gehörte seit 1817 zum Kreis Lebus in der Provinz Brandenburg und ab 1952 zum Kreis Seelow im Bezirk Frankfurt (Oder). Seit 1993 liegt die Gemeinde im brandenburgischen Landkreis Märkisch-Oderland.

## Bevölkerungsentwicklung
| Jahr | Einwohner |
| ---- | --------- |
| 1875 | 2 075     |
| 1890 | 1 859     |
| 1910 | 1 542     |
| 1925 | 1 517     |
| 1933 | 1 467     |
| 1939 | 1 347     |

| Jahr | Einwohner |
| ---- | --------- |
| 1946 | 1 095     |
| 1950 | 1 277     |
| 1964 | 0 909     |
| 1971 | 0 823     |
| 1981 | 0 703     |
| 1985 | 0 646     |

| Jahr | Einwohner |
| ---- | --------- |
| 1990 | 576       |
| 1995 | 545       |
| 2000 | 852       |
| 2005 | 776       |
| 2010 | 708       |
| 2015 | 638       |

| Jahr | Einwohner |
| ---- | --------- |
| 2020 | 657       |
| 2021 | 647       |
| 2022 | 646       |
| 2023 | 632       |
| 2024 | 631       |

Gebietsstand des jeweiligen Jahres, Einwohnerzahl: Stand 31. Dezember (ab 1991): Stand 31. Dezember (ab 1991), ab 2011 auf Basis des Zensus 2011, ab 2022 auf Basis des Zensus 2022

## Politik

### Gemeindevertretung
Die Gemeindevertretung von Zechin besteht aus acht Gemeindevertretern und dem ehrenamtlichen Bürgermeister.
Die Kommunalwahl am 26. Mai 2019 führte bei einer Wahlbeteiligung von 63,0 % zu folgendem Ergebnis:
| Partei / Wählergruppe          | Stimmenanteil | Sitze |
| ------------------------------ | ------------- | ----- |
| Sportfreunde Zechin            | 64,9 %        | 5     |
| Oldtimer- und Traktorenfreunde | 14,6 %        | 1     |
| Bürgerliste Zechin             | 09,7 %        | 1     |
| Pro Zukunft Märkisch-Oderland  | 07,3 %        | 1     |
| CDU                            | 03,5 %        | –     |

Die Kommunalwahl am 9. Juni 2024 führte bei einer Wahlbeteiligung von 70,4 % zu folgendem Ergebnis:
| Partei / Wählergruppe | Stimmenanteil | Sitze |
| --------------------- | ------------- | ----- |
| Sportfreunde Zechin   | 64,2 %        | 5     |
| ProZechin             | 31,3 %        | 3     |
| CDU                   | 04,5 %        | –     |

### Bürgermeister
- 1998–2003: Gerd Thieme[11]
- 2003–2008: Roberto Thiele[12]
- 2008–2024: Dieter Rauer: (Wählergruppe Sportfreunde Zechin)[13][14]
- seit 2024: Dirk Lexow (SFZ)

Lexow wurde in der Bürgermeisterwahl am 9. Juni 2024 ohne Gegenkandidat mit 89,8 % der gültigen Stimmen für eine Amtszeit von fünf Jahren zum ehrenamtlichen Bürgermeister wiedergewählt.

### Wappen
Die Gemeinde Zechin führt kein Wappen.

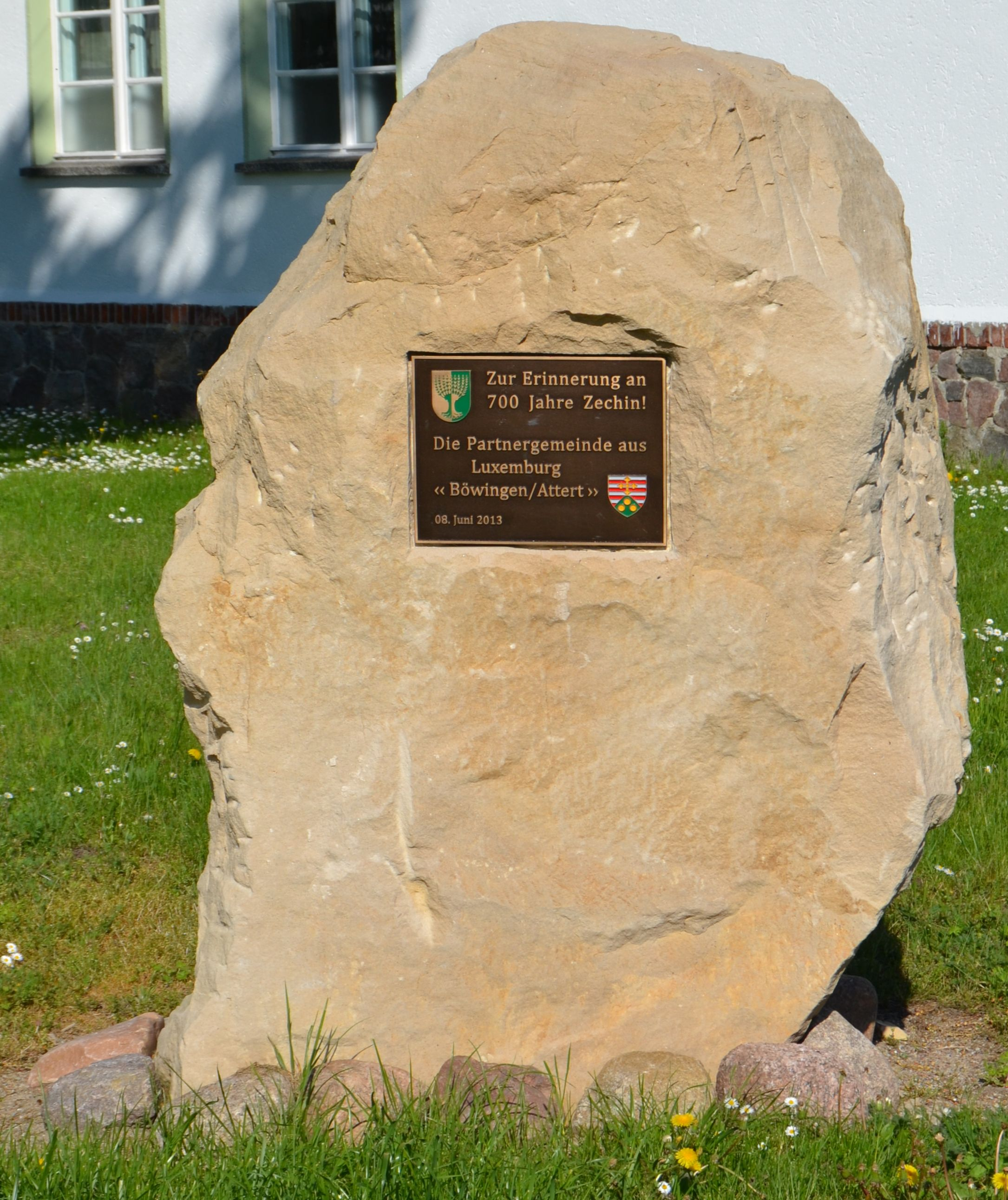
Gedenkstein zum 700-jährigen Ortsjubiläum

Ortsteilwappen
| Wappen von Zechin | Blasonierung: „Von Silber und Grün gespalten, darin eine Kopfweide in verwechselten Farben.“ |
| Wappen von Zechin | Das Wappen wurde am 17. Februar 1997 durch das Ministerium des Innern genehmigt.             |

### Flagge
Die Gemeinde Zechin führt keine Flagge.
Ortsteilflagge
„Die Flagge ist Grün - Weiß (1:1) gestreift und mittig mit dem Gemeindewappen belegt.“

## Sehenswürdigkeiten

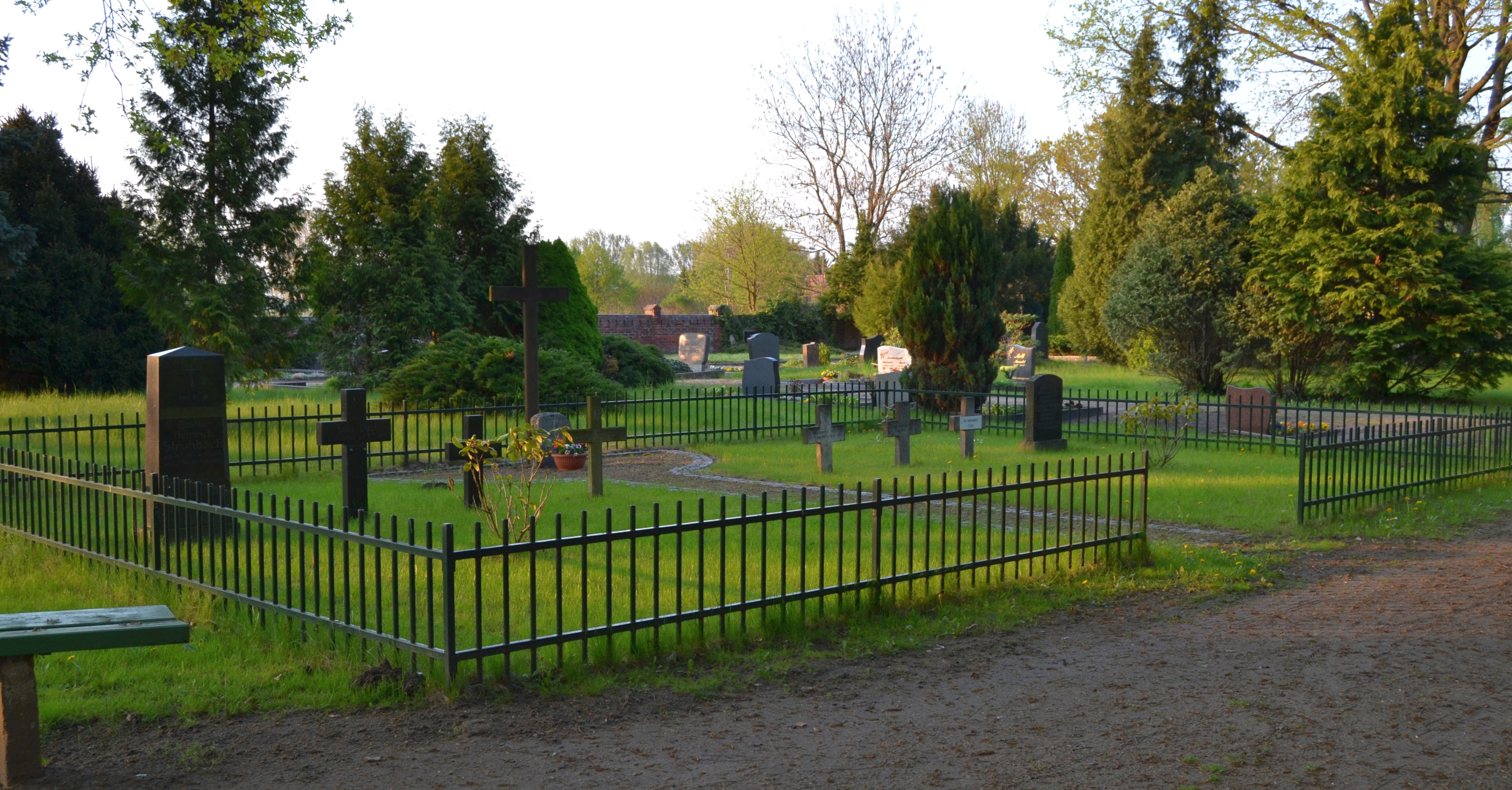
Kriegsgräber auf dem Friedhof Zechin

In der Liste der Baudenkmale in Zechin stehen die in der Denkmalliste des Landes Brandenburg eingetragenen Baudenkmale.
- Dorfmuseum mit einer geschichtlichen Abhandlung des Oderbruchs in Friedrichsaue
- Korbmachermuseum mit über 1600 Exponaten im denkmalgeschützten ehemaligen Schulgebäude von 1826 in Buschdorf sowie 2010 neu aufgebaute Backscheune in der ehemaligen Schulscheune
- Motormühle in Zechin, 2010 restauriert mit historischem Trauzimmer

## Regelmäßige Veranstaltungen
- Walpurgisnacht in Zechin
- Buschdorfer Backofenfest
- Erntefest in Zechin
- Museumstag im Korbmachermuseum
- Ostbrandenburgisches Lanz-Bulldog-Treffen in Friedrichsaue
- Fiat-126-Oderbruchtreffen in Zechin

## Verkehr
Zechin liegt an der Landesstraße L 33 zwischen Wriezen und Gorgast.
Die Bahnhöfe Friedrichsaue und Zechin lagen an der Bahnstrecke Fürstenwalde–Wriezen. Der Personenverkehr wurde 1966 eingestellt.

## Geborene Zechiner
- Johannes Schubel (1904–1950), HNO-Ordinarius in Greifswald
- Arno Sames (1937–2019), evangelischer Theologe und Kirchenhistoriker